# Judith Viorst
Judith Viorst (née le 2 février 1931) est une écrivaine et journaliste américaine. Elle est connue pour ses poèmes et romans de littérature enfantine comme « The Tenth Good Thing About Barney » (l'histoire du deuil face la mort d'un animal de compagnie), la série de nouvelles « Alexander » et le best-seller Les renoncements nécessaires.

## Éléments biographiques
À la fin des années 1970, après deux décennies consacrées à l'écriture de romans et essais pour adultes et enfants, elle se tourne vers l'étude de la psychanalyse et sort diplômée en 1981 du Washington Psychoanalytic Institute. 

## citations
-La force, c'est de pouvoir casser une barre de chocolat en quatre et de n'en manger qu'un carré.

## Publications
- Les renoncements nécessaires (« Necessary Losses », 1986), 1988, éditions Robert Laffont, Paris,  (ISBN 978-2-266-10085-4)
- Renoncer à tout contrôler (« Imperfect Control », 1998), 1999, éditions Robert Laffont, Paris,  (ISBN 978-2-266-10086-1)